# Halajá
Halajá (en hebreo: הֲלָכָה) es el cuerpo colectivo de reglas religiosas judías (judaísmo), extraídas de la Torá Escrita y Oral. Incluye los 613 mitzvot ("mandamientos"), la subsecuente ley rabínica y talmúdica, y las costumbres y tradiciones compiladas en el Shulján Aruj ("La Mesa Servida", pero más comúnmente conocido como "El Código de Ley Judía"). Tradicionalmente, el judaísmo no distingue en sus leyes entre la vida religiosa y la no-religiosa; la tradición judía religiosa no distingue claramente entre las identidades religiosas nacionales, raciales o étnicas.
La Halajá guía no solo las creencias y las prácticas religiosas sino los numerosos aspectos de la vida cotidiana. La Halajá es a menudo traducida como "La Ley Judía", cuando una traducción más literal sería "la forma de comportarse" o "la forma de caminar ". La palabra deriva de la raíz que significa "comportarse" (también "ir" o "caminar"). 
Históricamente, en la diáspora judía, la Halajá ha servido a muchas comunidades judías como una vía legal obligatoria, tanto civil como religiosa, dado que no hay diferencia en el judaísmo rabínico. Desde la Ilustración, la emancipación judía y la Haskalá, muchos han llegado a ver la Halajá como menos vinculante en la vida cotidiana, dado que depende de la interpretación rabínica, en contraposición a las palabras puras escritas registradas en la Biblia hebrea. 
Bajo la ley israelí contemporánea, sin embargo, algunas áreas de la ley que concierne a la familia y al estatus personal, están bajo la autoridad de las Cortes Rabínicas, por lo que son tratadas según la Halajá. Algunas diferencias en la misma Halajá son encontradas entre los judíos Asquenazíes, Mizrajíes, Sefardíes, Yemeníes o de otros tipos, que históricamente han vivido en comunidades aisladas, como en Etiopía, reflejando la diversidad histórica y geográfica de las diferentes comunidades judías de la Diáspora.

## Divisiones de la Halajá
Las reglas de la Halajá se pueden dividir en:
- Leyes bíblicas o "DeOraita", que aparecen explícitamente en el Pentateuco.
- Leyes "divinas" o "Halaja LeMoshe Misinai", que, aunque no figuran en el texto bíblico, fueron tradicionalmente dadas por Dios a Moisés.
- Leyes rabínicas o "DeRabanan", que son prácticas instituidas por los rabinos del Talmud.
- Costumbres

## Desarrollo
La Halajá consta originalmente del contenido legal del Talmud, y en específico de las opiniones normativas que dirigen la práctica del judaísmo ortodoxo. Algunos talmudistas (llamados Poskim) escribieron textos en los cuales se copian las secciones legales normativas del Talmud. Entre estos figuran el Hilchot HaRif, del rabino Isaac Alfasi (1013-1103), y el comentario del rabino Asher ben Jehiel (1259-1321).
El libro Séfer Mitzvot Gadol, del rabino Moisés ben Jacob de Coucy, nacido en el Reino de Francia, así como el Sefer Ha-Chinuch, que contiene los 613 mandamientos (mitzvot) en el orden en el que aparecen en la Torá.
El primer texto en organizar la Halajá por temas y no por su orden en el Talmud fue el del rabino Moshé ben Maimón Maimónides, autor del Yad haJazaka o Mishné Torá. Posteriormente se escribió el Arba Turim, del rabino Jacob ben Asher (1270-1340), que no solo divide el contenido por temas, sino que, a diferencia del Yad Hajazaka, incluye opiniones no normativas.
El rabino Joseph Caro (de Safed, Israel) escribió en el siglo XVI un comentario sobre el Arba Turim llamado Beit Yossef, y tomando como punto de partida ese libro, escribió un código legal normativo llamado Shulján Aruj. Este libro incluye asimismo, en todas sus ediciones modernas, los comentarios del rabino Moisés Isserles (de Cracovia, Polonia), que reflejan las costumbres y las prácticas asquenazíes.
Con base en el Shuljan Aruj se han escrito otros códigos legales, entre ellos el Chayei Adam, el Kitzur Shulján Aruj, y la Mishna Berura, del rabino Israel Meir Kegan, seguidos por los judíos haredíes, y el Shulján Aruj HaRav, del Rebe y fundador de la dinastía jasídica Jabad-Lubavitch, Schneur Zalman de Liadí, seguido por los judíos jasídicos. El judaísmo conservador cumple con la Guide to Jewish Religious Law and Practice, (en español: La guía para la ley y la práctica de la religión judía), del rabino Isaac Klein.

## Responsa
La responsa rabínica son las respuestas a consultas legales que les mandan sus seguidores. Algunas de éstas se publicaron en la época medieval, y otras se siguen publicando hasta el día de hoy. Algunas de las responsas modernas aplican los principios del Shulján Aruj a temas actuales tales como: tratamientos médicos, nuevas tecnologías, etcétera. Entre estas últimas figuran Igrot Moshe, del Rabino Moshé Feinstein (1895-1986), Tzitz Eliezer, del Rabino Eliezer Waldenberg, así como el Yalkut Yosef, del Rabino Ovadia Yosef, dirigida al público sefardí. El judaísmo conservador a su vez ha publicado responsas sobre temas de actualidad, aunque éstas no son seguidas por los judíos ortodoxos.

## Alcance de la Halajá
La Halajá es una guía detallada de los numerosos aspectos de la vida humana, corporal y espiritual. Sus leyes, pautas y opiniones cubren un vasto rango de situaciones y principios, en el intento de comprender todo lo que está implicado en el repetido mandamiento: "Sé santo, como yo tu Dios soy santo" de la Torá. La Halajá enseña al judío cómo debe vivir y seguir por el "buen camino".